# Live in Hollywood: Highlights from the Aquarius Theatre Performances
Live in Hollywood: Highlights from the Aquarius Theatre Performances è una raccolta live dei Doors pubblicata dalla Bright Midnight Records nel 2001 .
Da queste registrazioni all'Aquarius Theatre del 1969, l'Elektra e la Bright Midnight Records hanno ricavato 5 cd separati: 2 singoli e 3 doppi con il nome di: Live at the Aquarius Theatre: The First Performance, Live at the Aquarius Theatre: The Second Performance, Live In Hollywood: Highlights from the Aquarius Theatre Performances, Live In Hollywood: Highlights from the Aquarius Theatre Performances (WEA) e le prove del giorno dopo dal titolo Backstage And Dangerous.

## Tracce
Le canzoni sono scritte da Jim Morrison, Robby Krieger, Ray Manzarek, e John Densmore tranne Who Do You Love che è scritta da Bo Diddley, Rock Me Baby da B.B. King, Gloria da Van Morrison mentre Little Red Rooster e Close to You  sono scritte da Willie Dixon.
1. Introductions
2. I Will Never Be Untrue
3. Build Me a Woman
4. Who Do You Love
5. Little Red Rooster
6. Gloria
7. Touch Me
8. The Crystal Ship
9. Close to You
10. Rock Me Baby

## Formazione
- Jim Morrison – voce
- Ray Manzarek – organo, pianoforte, tastiera, basso e voce in Close to You
- John Densmore – batteria
- Robby Krieger – chitarra